# ロッシェル・カップ
ロッシェル・カップ（Rochelle Kopp）は、アメリカ合衆国出身の経営コンサルタント。明治神宮外苑の再開発への抗議活動で知られる。

## 概要
アシュケナージ系ユダヤ人を先祖に持つ東欧・ドイツ系アメリカ人としてニューヨーク州ロチェスターに生まれる。9歳よりシカゴで育つ。1986年、イェール大学歴史学専攻を卒業後、米国系コンサルティング「ZS Associates」を経て、1988年より安田信託銀行の東京本社に勤務。1992年シカゴ大学大学院修了後、米国系コンサルティング会社に勤務。同社退社後、1994年に日本企業の海外進出へのコンサルティングを行う「ジャパン・インターカルチュラル・コンサルティング」社を設立。1993年より執筆活動を開始、朝日新聞グローブなどへの寄稿も行う。
こうした活動のかたわら「コモンズの緑を守る全国ネット」の代表の1人として日本各地で市民運動も行っている。

## 市民活動

### 代々木公園内の樹木の剪定への反対活動
東京五輪関連イベントのために、代々木公園で行われた樹木の剪定について「説明のお知らせだけで、解決させようというのは、あまりに機械的で人情がない」「透明性がある中で考えるべきだ」と批判し、ネットで署名活動を行った。
なお神宮外苑のいちょう並木は自然樹形ではなく、人工的に円錐形へ剪定され維持されている。

### 明治神宮外苑再開発への反対活動
明治神宮外苑の再開発計画が公表されたのち、反対運動を展開・主導した。反対署名活動を組織したほか、三井不動産の不買運動や明治神宮などの事業主体に加えて関係省庁にも強く抗議する運動を展開し、文部科学省前で「ヒューマンチェーン抗議」などのデモ活動を行っている。また施行認可の取り消しを求めて、東京都を相手取って行政訴訟を起こしたが、最高裁でカップ側の敗訴が確定している。

## 批判

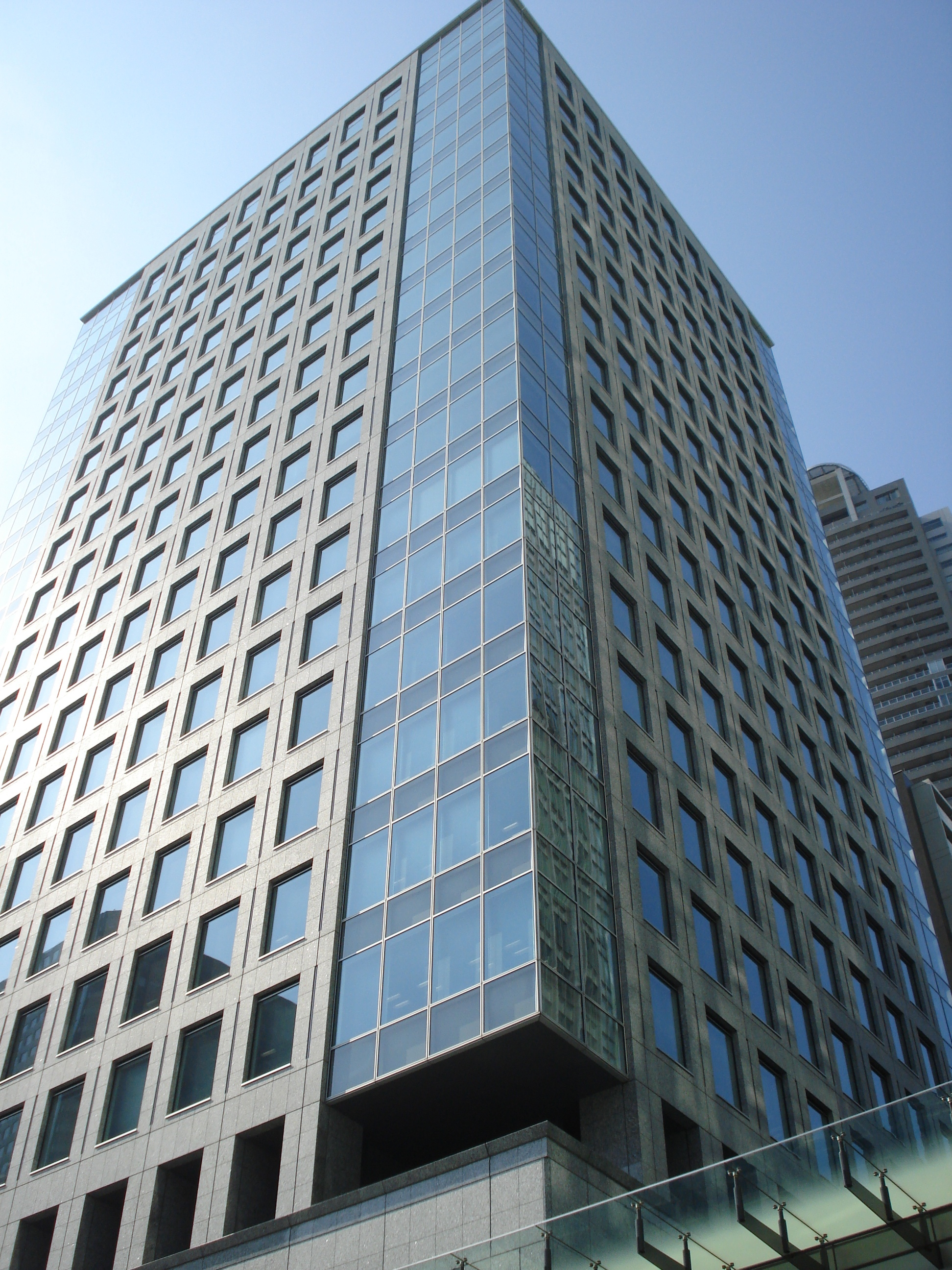
カップの経営するJIC本社が入居する汐留芝離宮ビルディング

東京都中央区で小学校のプレハブ仮校舎を建設するために、浜町公園で進められている移植のための根回しや枝打ちをカップが朝日新聞グローブ上で批判していることを、作家の小倉健一は「都市部の樹木だけは守り抜くというのが、SDGs的価値観と照らしあわせて正しい振る舞いなのか」と反論した。また小倉はカップの経営するJICが旧芝離宮恩賜庭園に隣接する超高層の汐留芝離宮ビルディング内に本社を置いていることも指摘している。